# 황송터널
황송터널(黃松터널)은 경기도 성남시 중원구 상대원동과 금광동을 잇는 터널이다. 1992년 남한산성 순환도로인 순환로 개설 공사와 함께 착공해 1996년 5월 10일에 개통했다.

## 연혁
- 1992년 1월 : 남한산성 순환도로 개설 공사와 함께 착공
- 1996년 5월 10일 : 개통
- 2000년 9월 29일 : 통행료 징수 개시[2]
- 2008년 1월 1일 : 통행료 징수 폐지 및 무료화[3]

## 통행료
황송터널과 함께 순환로를 건설할 때 성남시에서 총공사비 102억여 원 중 80억 원을 기채 발행을 통하여 투입했기 때문에 공사비를 회수하기 위해 1997년부터 통행료를 징수할 계획이었지만, 인근 주민들의 반발으로 인해 한 차례 연기되었다가 2000년부터 통행료를 징수하기로 결정했다. 다음은 2000년 9월 29일부터 2007년 12월 31일까지 징수했을 당시 통행료이다.
| 구분 | 통행료 | 해당 차량                                                               |
| ---- | ------ | ----------------------------------------------------------------------- |
| 1종  | 200원  | - 승용차 - 16인승 이하 승합차 - 2.5t 미만 화물차                        |
| 2종  | 300원  | - 17인승 이상 승합차 - 2.5t 이상 40t 미만 화물차 - (40t 이상 통행 제한) |

황송터널은 본래 통행료를 2009년 9월 28일까지 징수할 예정이었지만 하루 평균 통행량이 약 1만 1천대였기 때문에 2001년에 기채 발행된 80억을 모두 상환했으며, 통행료 징수 근거인 지방채의 전액 상환과 요금소 건물이 차량 통행에 방해가 되어 2008년 1월 1일부로 무료화되었다.